# Concile d'Oviedo
Le concile d'Oviedo, en Espagne, qui a eu lieu en 900, est un concile catholique.
Au cours de ce concile, l’évêché d'Oviedo fut érigé en métropole.